# Las Animas
Las Animas és una població dels Estats Units a l'estat de Colorado. Segons el cens del 2000 tenia 2.758 habitants.

## Demografia
Segons el cens del 2000, Las Animas tenia 2.758 habitants, 1.091 habitatges, i 716 famílies. La densitat de població era de 825,5 habitants per km².
Dels 1.091 habitatges en un 31% hi vivien nens de menys de 18 anys, en un 46% hi vivien parelles casades, en un 14,8% dones solteres, i en un 34,3% no eren unitats familiars. En el 30,7% dels habitatges hi vivien persones soles el 14,6% de les quals corresponia a persones de 65 anys o més que vivien soles. El nombre mitjà de persones vivint en cada habitatge era de 2,46 i el nombre mitjà de persones que vivien en cada família era de 3,04.
Per edats la població es repartia de la següent manera: un 27,3% tenia menys de 18 anys, un 8,6% entre 18 i 24, un 24% entre 25 i 44, un 22,2% de 45 a 60 i un 17,9% 65 anys o més.
L'edat mediana era de 38 anys. Per cada 100 dones de 18 o més anys hi havia 87,8 homes.
La renda mediana per habitatge era de 26.157 $ i la renda mediana per família de 29.815 $. Els homes tenien una renda mediana de 26.168 $ mentre que les dones 23.250 $. La renda per capita de la població era de 13.893 $. Entorn del 19,7% de les famílies i el 25% de la població estaven per davall del llindar de pobresa.

## Poblacions més properes
El següent diagrama mostra les poblacions més properes.